# 누마타역
누마타역(일본어: 沼田駅, ぬまたえき)은 일본 군마현 누마타시에 있는, 동일본 여객철도의 철도역이다. 조에쓰선이 지나간다.

## 역 구조
지상역으로, 승강장은 단식 1면 1선, 섬식 1면 2선 구조이다. 승강장은 역사 쪽에서부터 1번, 2번, 3번 순이며, 양쪽 승강장은 지하통로로 이어져 있다. 오전 6시부터 오후 8시까지 초록 창구를 영업하며, 자동 개찰기에서 스이카 및 제휴 교통카드의 사용이 가능하다. 동일본 여객철도 직영역으로, 이와모토역을 관리하고 있다.

### 승강장
| 1 | ■ 조에쓰선 | 시부카와 · 신마에바시 · 다카사키 · 우에노 방면 |
| 2 | ■ 조에쓰선 | 대피선                                         |
| 3 | ■ 조에쓰선 | 고칸 · 미나카미 방면                           |

## 역세권 정보
- 누마타시청사
- 누마타 우체국
- 누마타 성터
- 국도 제17호선

## 역사
- 1924년 3월 31일 - 일본국유철도 조에쓰난 선의 개통과 동시에 개업했다.
- 1987년 4월 1일 - 민영화에 따라 동일본 여객철도의 소속이 되었다.
- 2009년 3월 14일 - 스이카의 사용이 가능해졌다.

## 인접역
| 동일본 여객철도 조에쓰선 | 동일본 여객철도 조에쓰선 | 동일본 여객철도 조에쓰선 |
| ------------------------ | ------------------------ | ------------------------ |
| 이와모토 다카사키 방면   | ■ 보통                   | 고칸 미나카미 방면       |